# 埃爾雷蒂羅 (安通區)
埃爾雷蒂羅（西班牙語：El Retiro），是巴拿馬的城鎮，位於該國中部，由科克萊省的安通區負責管轄，面積66.1平方公里，海拔高度252米，2010年人口2,303，人口密度每平方公里34.8人。